# Căprești, Florești
Căprești este un sat din cadrul comunei Prodănești din raionul Florești, Republica Moldova.
Până la ocuparea Basarabiei de către URSS, satul Căprești era faimos pentru iarmaroacele care aveau loc în fiecare săptămână.

## Demografie

### Structura etnică
Structura etnică a satului conform recensământului populației din 2004:
| Grup etnic         | Populație | % Procentaj |
| ------------------ | --------- | ----------- |
| Moldoveni / Români | 647       | 77,3%       |
| Ucraineni          | 161       | 19,24%      |
| Țigani             | 15        | 1,79%       |
| Ruși               | 11        | 1,31%       |
| Bulgari            | 1         | 0,12%       |
| Alții              | 2         | 0,24%       |
| Total              | 837       | 100%        |

## Personalități

### Născuți în Căprești
- Herzl Rivkin (1908–1951), poet basarabean și sovietic
- Zvi Zelman (1913–1972), poet basarabean și sovietic
- Ariel Coprov (1913–2007), scriitor și jurnalist moldovean și israelian
- Lev Șor (n. 1935), fotbalist sovietic moldovean